# Campionato Sammarinese 2011-2012
Il Campionato Sammarinese 2011-2012 è stato il 27º campionato di San Marino.
La stagione è iniziata il 17 settembre 2011 e si è conclusa il 29 maggio 2012. Il torneo è stato vinto dal Tre Penne al primo titolo nazionale.

## Fase a gironi
Fonte: UEFA.com

### Gruppo A
|  | Pos. | Squadra      | Pt | G  | V  | N | P  | GF | GS | DR  |
|  | ---- | ------------ | -- | -- | -- | - | -- | -- | -- | --- |
|  | 1.   | Libertas     | 39 | 21 | 10 | 9 | 2  | 37 | 24 | +13 |
|  | 2.   | Cosmos       | 35 | 21 | 10 | 5 | 6  | 29 | 23 | +6  |
|  | 3.   | Faetano      | 33 | 21 | 10 | 3 | 8  | 32 | 34 | -2  |
|  | 4.   | Murata       | 30 | 21 | 9  | 3 | 9  | 30 | 32 | -2  |
|  | 5.   | Pennarossa   | 30 | 21 | 9  | 3 | 9  | 25 | 28 | -3  |
|  | 6.   | San Giovanni | 22 | 21 | 5  | 7 | 9  | 32 | 29 | +3  |
|  | 7.   | Cailungo     | 19 | 21 | 4  | 7 | 10 | 21 | 29 | -8  |
|  | 8.   | Domagnano    | 9  | 21 | 2  | 3 | 16 | 11 | 45 | -34 |

Legenda:

      Ammesse ai play-off scudetto

### Gruppo B
|                       | Pos. | Squadra        | Pt | G  | V  | N | P  | GF | GS | DR  |
| --------------------- | ---- | -------------- | -- | -- | -- | - | -- | -- | -- | --- |
|                       | 1.   | Tre Fiori      | 49 | 20 | 15 | 4 | 1  | 44 | 14 | +30 |
|                       | 2.   | La Fiorita     | 41 | 20 | 12 | 5 | 3  | 42 | 20 | +22 |
| San Marino (bandiera) | 3.   | Tre Penne      | 36 | 20 | 11 | 3 | 6  | 37 | 24 | +13 |
|                       | 4.   | Virtus         | 30 | 20 | 9  | 3 | 8  | 25 | 25 | 0   |
|                       | 5.   | Fiorentino     | 27 | 20 | 8  | 3 | 9  | 30 | 33 | -3  |
|                       | 6.   | Juvenes/Dogana | 18 | 20 | 3  | 9 | 8  | 23 | 31 | -8  |
|                       | 7.   | Folgore        | 9  | 20 | 2  | 3 | 15 | 14 | 41 | -27 |

Legenda:

      Ammesse ai play-off scudetto

### Risultati
Fonte: http://www.smtvsanmarino.sm/telestadio/default.asp?id=1156
| 1ª giornata              |           |
| 18 settembre 2011        | Risultato |
| Domagnano-Pennarossa     | 2-1       |
| Juvenes/Dogana-Tre Penne | 0-4       |
| Folgore-Virtus           | 0-1       |
| Faetano-Murata           | 1-2       |
| Tre Fiori-La Fiorita     | 3-0       |
| Cailungo-Cosmos          | 1-2       |
| Libertas-San Giovanni    | 2-1       |
| Riposa: Fiorentino       |           |

| 6ª giornata            |           |
| 30 ottobre 2011        | Risultato |
| Folgore-Tre Fiori      | 0-3       |
| Tre Penne – Fiorentino | 6-2       |
| Faetano-Pennarossa     | 2-0       |
| Cosmos-San Giovanni    | 1-0       |
| Libertas-Cailungo      | 2-1       |
| La Fiorita-Virtus      | 2-1       |
| Domagnano-Murata       | 0-5       |
| Riposa: Juvenes/Dogana |           |

| 11ª giornata          |           |
| 11 dicembre 2011      | Risultato |
| Cosmos-La Fiorita     | 1-2       |
| Murata-Juvenes/Dogana | 3-2       |
| Tre Penne-Domagnano   | 2-1       |
| Cailungo-Folgore      | 3-2       |
| Pennarossa-Fiorentino | 1-2       |
| San Giovanni-Virtus   | 0-1       |
| Tre Fiori-Faestano    | 4-1       |
| Riposa: Libertas      |           |

| 16ª giornata             |           |
| 4 marzo 2012             | Risultato |
| La Fiorita-Tre Fiori     | 1-2       |
| Tre Penne-Juvenes/Dogana | 0-0       |
| Cosmos-Cailungo          | 1-0       |
| San Giovanni-Libertas    | 2-2       |
| Pennarossa-Domagnano     | 1-0       |
| Virtus-Folgore           | 2-0       |
| Murata-Faetano           | 1-1       |
| Riposa: Fiorentino       |           |

| 21ª giornata           |           |
| 15 aprile 2012         | Risultato |
| Virtus-La Fiorita      | 2-5       |
| Murata-Domagnano       | 1-0       |
| Cailungo-Libertas      | 0-1       |
| San Giovanni-Cosmos    | 1-2       |
| Pennarossa-Faetano     | 2-3       |
| Fiorentino-Tre Penne   | 2-3       |
| Tre Fiori-Folgore      | 2-0       |
| Riposa: Juvenes/Dogana |           |

| 2ª giornata               |           |
| 25 settembre 2011         | Risultato |
| San Giovanni-Cailungo     | 1-1       |
| La Fiorita-Folgore        | 3-1       |
| Cosmos-Pennarossa         | 2-1       |
| Murata-Libertas           | 2-2       |
| Fiorentino-Juvenes/Dogana | 1-0       |
| Tre Penne-Virtus          | 2-2       |
| Faetano-Domagnano         | 2-0       |
| Riposa: Tre Fiori         |           |

| 7ª giornata               |           |
| 6 novembre 2011           | Risultato |
| Pennarossa-Libertas       | 1-3       |
| Cailungo-Faetano          | 2-2       |
| Juvenes/Dogana-La Fiorita | 1-2       |
| Murata-San Giovanni       | 1-2       |
| Fiorentino-Folgore        | 1-0       |
| Domagnano-Cosmos          | 0-1       |
| Tre Fiori-Tre Penne       | 3-1       |
| Riposa: Virtus            |           |

| 12ª giornata                |           |
| 14 marzo 2012               | Risultato |
| Virtus-Domagnano            | 1-0       |
| Juvenes/Dogana-San Giovanni | 2-2       |
| Tre Fiori-Pennarossa        | 1-1       |
| Fiorentino-Cailungo         | 1-1       |
| Folgore-Cosmos              | 0-0       |
| Libertas-Tre Penne          | 0-3       |
| La Fiorita-Murata           | 3-0       |
| Riposa: Faetano             |           |

| 17ª giornata              |           |
| 11 marzo 2012             | Risultato |
| Virtus-Tre Penne          | 3-1       |
| Domagnano-Faetano         | 0-5       |
| Folgore-La Fiorita        | 0-1       |
| Juvenes/Dogana-Fiorentino | 0-1       |
| Libertas-Murata           | 3-1       |
| Pennarossa-Cosmos         | 1-0       |
| Cailungo-San Giovanni     | 1-1       |
| Riposa: Tre Fiori         |           |

| 22ª giornata              |           |
| 20 aprile 2012            | Risultato |
| Faetano-Cailungo          | 0-2       |
| Cosmos-Domagnano          | 2-2       |
| San Giovanni-Murata       | 1-3       |
| Libertas-Pennarossa       | 1-0       |
| Tre Penne-Tre Fiori       | 1-2       |
| Folgore-Fiorentino        | 0-4       |
| La Fiorita-Juvenes/Dogana | 2-2       |
| Riposa: Virtus            |           |

| 3ª giornata              |           |
| 18 settembre 2011        | Risultato |
| Virtus-Fiorentino        | 2-1       |
| Juvenes/Dogana-Tre Fiori | 0-1       |
| Libertas-Faetano         | 2-2       |
| Domagnano-San Giovanni   | 0-3       |
| Cosmos-Murata            | 1-3       |
| Folgore-Tre Penne        | 1-4       |
| Pennarossa-Cailungo      | 4-2       |
| Riposa: La Fiorita       |           |

| 8ª giornata             |           |
| 20 novembre 2011        | Risultato |
| Cailungo-Tre Fiori      | 0-2       |
| San Giovanni-Fiorentino | 2-1       |
| Tre Penne-Murata        | 1-1       |
| Domagnano-Folgore       | 1-2       |
| La Fiorita-Libertas     | 0-0       |
| Virtus-Pennarossa       | 0-1       |
| Faetano-Juvenes/Dogana  | 1-2       |
| Riposa: Cosmos          |           |

| 13ª giornata             |           |
| 6 aprile 2012            | Risultato |
| Pennarossa-Tre Penne     | 0-1       |
| Murata-Folgore           | 1-0       |
| Cosmos-Fiorentino        | 3-0       |
| Libertas-Tre Fiori       | 2-2       |
| Domagnano-Juvenes/Dogana | 1-1       |
| Faetano-La Fiorita       | 2-0       |
| Cailungo-Virtus          | 2-1       |
| Riposa: San Giovanni     |           |

| 18ª giornata             |           |
| 18 marzo 2012            | Risultato |
| Murata-Cosmos            | 3-1       |
| Cailungo-Pennarossa      | 1-2       |
| Tre Penne-Folgore        | 2-0       |
| Fiorentino-Virtus        | 0-0       |
| Tre Fiori-Juvenes/Dogana | 3-1       |
| Faetano-Libertas         | 2-1       |
| San Giovanni-Domagnano   | 6-0       |
| Riposa: La Fiorita       |           |

| 4ª giornata             |           |
| 16 ottobre 2011         | Risultato |
| Faetano-Cosmos          | 0-4       |
| Murata-Cailungo         | 1-2       |
| Domagnano-Libertas      | 0-3       |
| Tre Penne-La Fiorita    | 1-3       |
| San Giovanni-Pennarossa | 1-2       |
| Tre Fiori-Fiorentino    | 2-1       |
| Juvenes/Dogana-Virtus   | 2-2       |
| Riposa: Folgore         |           |

| 9ª giornata             |           |
| 27 novembre 2011        | Risultato |
| La Fiorita-Cailungo     | 1-1       |
| Virtus-Faetano          | 0-2       |
| Libertas-Juvenes/Dogana | 2-2       |
| Folgore-Pennarossa      | 1-3       |
| Tre Fiori-San Giovanni  | 0-0       |
| Cosmos-Tre Penne        | 1-2       |
| Fiorentino-Murata       | 4-0       |
| Riposa: Domagnano       |           |

| 14ª giornata              |           |
| 11 aprile 2012            | Risultato |
| Folgore-Faetano           | 0-2       |
| Cosmos-Virtus             | 1-0       |
| La Fiorita-San Giovanni   | 2-2       |
| Juvenes/Dogana-Pennarossa | 1-1       |
| Fiorentino-Libertas       | 0-3       |
| Cailungo-Tre Penne        | 1-2       |
| Tre Fiori-Domagnano       | 3-1       |
| Riposa: Murata            |           |

| 19ª giornata            |           |
| 25 marzo 2012           | Risultato |
| Pennarossa-San Giovanni | 1-1       |
| Virtus-Juvenes/Dogana   | 2-0       |
| Fiorentino-Tre Fiori    | 0-2       |
| Libertas-Domagnano      | 2-0       |
| La Fiorita-Tre Penne    | 1-0       |
| Cailungo-Murata         | 0-1       |
| Cosmos-Faetano          | 1-0       |
| Riposa: Folgore         |           |

| 5ª giornata            |           |
| 23 ottobre 2011        | Risultato |
| Fiorentino-La Fiorita  | 0-7       |
| Cosmos-Libertas        | 1-1       |
| Cailungo-Domagnano     | 1-1       |
| Virtus-Tre Fiori       | 0-2       |
| Folgore-Juvenes/Dogana | 0-2       |
| San Giovanni-Faetano   | 1-2       |
| Pennarossa-Murata      | 1-0       |
| Riposa: Tre Penne      |           |

| 10ª giornata            |           |
| 4 dicembre 2011         | Risultato |
| Murata-Virtus           | 1-2       |
| Fiorentino-Faetano      | 7-0       |
| Cosmos-Tre Fiori        | 1-1       |
| San Giovanni-Tre Penne  | 2-0       |
| Juvenes/Dogana-Cailungo | 0-0       |
| Domagnano-La Fiorita    | 0-2       |
| Folgore-Libertas        | 3-3       |
| Riposa: Pennarossa      |           |

| 15ª giornata          |           |
| 26 febbraio 2012      | Risultato |
| Domagnano-Fiorentino  | 0-1       |
| Murata-Tre Fiori      | 0-4       |
| Tre Penne-Faetano     | 2-0       |
| Libertas-Virtus       | 1-0       |
| Cosmos-Juvenes/Dogana | 2-4       |
| La Fiorita-Pennarossa | 4-0       |
| San Giovanni-Folgore  | 2-3       |
| Riposa: Cailungo      |           |

| 20ª giornata           |           |
| 1º aprile 2012         | Risultato |
| Faetano-San Giovanni   | 2-1       |
| Murata-Pennarossa      | 0-1       |
| Libertas-Cosmos        | 1-1       |
| Juvenes/Dogana-Folgore | 1-1       |
| Cailungo-Domagnano     | 0-2       |
| Tre Fiori-Virtus       | 2-3       |
| La Fiorita-Fiorentino  | 1-1       |
| Riposa: Tre Penne      |           |

## Play-off
Viene utilizzato il formato della doppia eliminazione. Le vincenti di ogni gara seguono la linea a destra mentre le perdenti seguono la linea verso il basso.
|  |            |            |         |   |            |            |           |           |        |          |          |           |           |   |  |           |           |           |   |  |  |           |           |   |  |  |  |  |  |  |
|  | Cosmos     | Cosmos     | 1       |   |            |            |           |           |        |          | Libertas | Libertas  | 52 (1)    |   |  |           |           |           |   |  |  |           |           |   |  |  |  |  |  |  |
|  | Tre Penne  | Tre Penne  | 4       |   | Tre Fiori  | Tre Fiori  | 32 (1)    |           |        | Libertas | Libertas | 32 (1)    |           |   |  |           |           |           |   |  |  |           |           |   |  |  |  |  |  |  |
|  |            |            |         |   |            | Tre Penne  | Tre Penne | 21        |        |          |          |           |           |   |  | Tre Penne | Tre Penne | 2 (1)     |   |  |  |           |           |   |  |  |  |  |  |  |
|  |            | Faetano    | Faetano | 1 |            |            |           |           |        |          |          |           |           |   |  |           |           |           |   |  |  | Tre Penne | Tre Penne | 1 |  |  |  |  |  |  |
|  |            |            |         |   |            |            |           |           |        |          |          |           |           |   |  |           | Tre Penne | Tre Penne | 2 |  |  | Libertas  | Libertas  | 0 |  |  |  |  |  |  |
|  |            |            |         |   |            |            | Tre Fiori | Tre Fiori | 62 (0) |          |          | Tre Fiori | Tre Fiori | 1 |  |           |           |           |   |  |  |           |           |   |  |  |  |  |  |  |
|  |            | Faetano    | Faetano | 1 |            |            | Cosmos    | Cosmos    | 52 (0) |          |          |           |           |   |  |           |           |           |   |  |  |           |           |   |  |  |  |  |  |  |
|  |            |            |         |   | Cosmos     | Cosmos     | 1         |           |        | Cosmos   | Cosmos   | 2         |           |   |  |           |           |           |   |  |  |           |           |   |  |  |  |  |  |  |
|  |            |            |         |   | La Fiorita | La Fiorita | 0         |           |        |          |          |           |           |   |  |           |           |           |   |  |  |           |           |   |  |  |  |  |  |  |
|  | La Fiorita | La Fiorita | 2 (1)   |   |            |            |           |           |        |          |          |           |           |   |  |           |           |           |   |  |  |           |           |   |  |  |  |  |  |  |
|  | Faetano    | Faetano    | 42 (1)  |   |            |            |           |           |        |          |          |           |           |   |  |           |           |           |   |  |  |           |           |   |  |  |  |  |  |  |

### Primo turno
Si affrontano le seconde e le terze classificate dei due gironi.
| Arbitro: | Gabriele Ricucci |

|             |           |                                                      |
| Pagnoni 22’ | Marcatori | 10’ (rig.) Di Giuli 60’ Cardini 62’ Luconi 77’ Valli |

| Arbitro: | Paolo Cappetta |

|                    |                      |                     |
| Mottola 39’ (rig.) | Marcatori            | 45’ (rig.) Franklin |
|                    | Tiri di rigore 2 – 4 |                     |

### Secondo turno
Si affrontano le perdenti del primo turno; la perdente viene eliminata.
| Arbitro: | Gabriele Rossi |

|           |           |  |
| Menin 48’ | Marcatori |  |

Si affrontano le vincenti del primo turno; la vincente passa al 4º turno e la perdente al 3º turno.
| Arbitro: | Fabrizio Perotto |

|                          |           |               |
| Pignieri 23’ Luconi 120’ | Marcatori | 36’ Valentini |

### Terzo turno
Si affrontano le prime classificate dei due gironi.
| Arbitro: | Cristiano Ascari |

|              |                      |            |
| De Luigi 33’ | Marcatori            | 87’ Giunta |
|              | Tiri di rigore 5 – 3 |            |

Si affrontano le squadre che hanno perso almeno una partita nei play-off; la perdente viene eliminata.
| Arbitro: | Massimo Zanotti |

|           |           |                         |
| Viroli 5’ | Marcatori | 34’ Bugli 55’ Lazzarini |

### Quarto turno
Si affrontano le uniche squadre rimaste imbattute durante i play-off; chi vince passa in finale, chi perde in semifinale.
| Arbitro: | Daniele D'Adamo |

|            |                      |             |
| Rocchi 65’ | Marcatori            | 29’ Cibelli |
|            | Tiri di rigore 3 – 2 |             |

Si affrontano le squadre che hanno perso almeno una partita dei play-off; la perdente viene eliminata e la vincente va in semifinale.
| Città di San Marino 18 maggio 2012, ore 21:15 UTC+2 | Tre Fiori            | 0 – 0 (d.t.s.) referto | Cosmos | Campo sportivo di Fonte dell'Ovo |
| \| \| \| \| \| \| Tiri di rigore 6 – 5 \| \|        |                      |                        |        |                                  |
|                                                     |                      |                        |        |                                  |
|                                                     | Tiri di rigore 6 – 5 |                        |        |                                  |

### Semifinale
| Arbitro: | Marco Avoni |

|                  |           |            |
| Cibelli 45’, 73’ | Marcatori | 30’ Baizan |

### Finale
| Arbitro: | Johnny Casanova |

|  |           |           |
|  | Marcatori | 79' Valli |

Rosa Campione
Fonte: trepenne.sm

## Verdetti
- Tre Penne Campione di San Marino 2011-2012 e qualificato alla UEFA Champions League 2012-2013.
- La Fiorita (detentrice della Coppa Titano 2011-2012) e Libertas ammesse alla UEFA Europa League 2012-2013.

## Classifica marcatori
Fonte: UEFA.com
| Gol |  |  | Giocatore          | Squadra        |
| --- |  |  | ------------------ | -------------- |
| 12  |  |  | Cristian Menin     | Cosmos         |
| 11  |  |  | Simon Parma        | La Fiorita     |
| 10  |  |  | Marco Casadei      | Cosmos         |
| 10  |  |  | Marco Ugolini      | San Giovanni   |
| 10  |  |  | Gianluca Morelli   | Libertas       |
| 9   |  |  | Enrico Cibelli     | Tre Penne      |
| 9   |  |  | Denis Iencinella   | Fiorentino     |
| 9   |  |  | Elton Shabani      | Folgore        |
| 8   |  |  | Marco Fantini      | Libertas       |
| 8   |  |  | Paolo Montagna     | Cosmos         |
| 8   |  |  | Francesco Viroli   | Faetano        |
| 8   |  |  | Nicolo Zennaro     | Libertas       |
| 8   |  |  | Matteo Valli       | Tre Penne      |
| 8   |  |  | Francesco Perrotta | La Fiorita     |
| 7   |  |  | Valentin Grigore   | Pennarossa     |
| 7   |  |  | Mirco Ricci        | Cailungo       |
| 7   |  |  | Riccardo Santini   | Juvenes/Dogana |
| 7   |  |  | Alessandro Giunta  | Tre Fiori      |
| 7   |  |  | Daniele Pignieri   | Tre Penne      |

## Statistiche
Stagione regolare (gironi A e B)
- Maggior numero di vittorie:  Tre Fiori (15)
- Minor numero di sconfitte:  Tre Fiori (1)
- Migliore attacco:  Tre Fiori (44 gol fatti)
- Miglior difesa:  Tre Fiori (14 gol subiti)
- Miglior differenza reti:  Tre Fiori (+30)
- Maggior numero di pareggi:  Libertas e  Juvenes/Dogana (9)
- Minor numero di pareggi:  Faetano  Murata  Pennarossa  Domagnano  Tre Penne  Virtus  Fiorentino e  Folgore (3)
- Minor numero di vittorie:  Folgore e  Domagnano (2)
- Maggior numero di sconfitte:  Domagnano (16)
- Peggiore attacco:  Domagnano (11 gol fatti)
- Peggior difesa:  Domagnano (45 gol subiti)
- Peggior differenza reti:  Domagnano (-34)
- Partita con più reti:  Tre Penne -  Fiorentino 6-2 (8)
- Partita con maggiore scarto di gol:  Fiorentino -  La Fiorita 0-7,  Fiorentino -  Faetano 7-0 (7)
- Maggior numero di reti in una giornata: 26 (3ª giornata)
- Minor numero di reti in una giornata: 11 (19ª giornata)

Play-off
- Migliore attacco:  Tre Penne (10 gol fatti)
- Peggior attacco:  La Fiorita (1 gol fatto)
- Maggior numero di vittorie[8]:  Tre Penne (3)
- Minor numero di vittorie[8]:  La Fiorita  Tre Fiori  Libertas  Faetano (0)
- Partita con più reti:  Tre Penne -  Cosmos 1-4 (5)
- Partita con maggiore scarto di gol:  Tre Penne -  Cosmos 1-4 (3)
- Partite terminate ai supplementari:  Tre Penne -  Faetano 2-1
- Partite terminate ai rigori:  La Fiorita -  Faetano 3-5,  Libertas -  Tre Fiori 6-4,  Libertas -  Tre Penne 4-3,  Tre Fiori -  Cosmos 6-5

Aggiornati al 29 maggio 2012